# Nguyễn Minh Nhựt
Nguyễn Minh Nhựt (sinh ngày 28 tháng 03 năm 1986) là một cầu thủ bóng đá người Việt Nam, hiện đang chơi cho ở vị trí thủ môn cho câu lạc bộ Hạng Nhì Bắc Ninh. 

## Sự nghiệp
Minh Nhựt đã gây chú ý khi trong trận đấu V.League 1 của Long An với Thành phố Hồ Chí Minh vào ngày 19 tháng 2 năm 2017, trọng tài đã cho đội đối phương hưởng một quả phạt đền trong thời gian bù giờ của trận đấu với tỷ số hòa 2–2. Để phản đối quyết định của trọng tài, Minh Nhựt không hề cố gắng cứu quả đá phạt đền thậm chí còn quay lưng lại với người thực hiện quả phạt đền. Sau đó, Minh Nhựt và các cầu thủ Long An khác không hề cố gắng ngăn cản TP Ho Chi Minh City ghi thêm hai bàn nữa trong một trận đấu kết thúc với tỷ số 5–2. Sau vụ việc, Minh Nhựt đã bị Liên đoàn bóng đá Việt Nam cấm thi đấu 2 năm, nhưng sau đó án phạt được giảm xuống còn 1 năm.

## Thành tích

### Câu lạc bộ
- Cúp quốc gia: 2012